# Ишкаровский сельсовет
Ишкаровский сельсовет  — муниципальное образование в Илишевском районе Башкортостана.

## История
Согласно «Закону о границах, статусе и административных центрах муниципальных образований в Республике Башкортостан» имеет статус сельского поселения.

## Население
| 2002  | 2009  | 2010  | 2012  | 2013  | 2014  | 2015  |
| ----- | ----- | ----- | ----- | ----- | ----- | ----- |
| 1369  | ↘1340 | ↘1331 | ↘1295 | ↘1251 | ↘1193 | ↘1181 |
| 2016  | 2017  | 2018  |       |       |       |       |
| ↘1168 | ↘1146 | ↘1130 |       |       |       |       |

## Состав сельского поселения
| № | Населённый пункт | Тип населённого пункта       | Население |
| - | ---------------- | ---------------------------- | --------- |
| 1 | Ишкарово         | село, административный центр | ↘576      |
| 2 | Лаяшты           | село                         | ↗460      |
| 3 | Саиткулово       | деревня                      | ↗218      |
| 4 | Кызыл-Байрак     | деревня                      | ↘62       |
| 5 | Ашманово         | деревня                      | ↗15       |